# Szentgyörgyi Dezső
Szentgyörgyi Dezső zászlós (1947-ig vitéz; Kőkút, 1915. január 6. –  Koppenhága, 1971. augusztus 28.) a Magyar Királyi Honvéd Légierő legeredményesebb vadászpilótája, szolgálata során 30 igazolt győzelmet ért el.

## Kezdetek
1915. január 6-án Kőkúton született még Szánti Dezsőként (Kőkút később összeolvadt Tapaszddal, ezért több helyen Kőkúttapaszd szerepel születési helyként). Édesapja később vette fel a Szentgyörgyi nevet. Miután Enyingre költöztek, Szentgyörgyi Dezső itt végezte iskoláit, lakatos szakmát szerzett.

## A légierő kötelékében
18 évesen vonult be a légierőhöz, a honvédesküt 1933. szeptember 3-án tette le. Vadászpilóta akart lenni, de megfelelő iskolai végzettség hiányában először csak repülőgép-szerelőnek vették fel. Mivel a repülőgép-szerelő szakiskolát kiváló eredménnyel végezte el, több társával egyetemben lehetőséget kapott arra, hogy pilótaképzésen is részt vehessen. A kétéves repülőgép-vezetői iskolát Székesfehérváron végezte el (1938-ban végzett), kitűnő eredménnyel. Vadászkiképzést kapott és részt vett az 1/2. Ludas Matyi század kötelékében a kárpátaljai hadműveletekben. 1939. március 24-én átesett a tűzkeresztségen, századával az Iglót bombázó gépeket kísérték. 1941 tavaszán Reggiane Re.2000 repülőgépre kapott átképzést. 1942. nyarán az 1/1. Dongó vadászrepülő századdal együtt került a keleti frontra. Első harci bevetését 1942. július 8-án repülte. Először Re.2000 Héja, majd Bf 109 gépekkel repült. Első légi harca során (1942. augusztus 7-én) tévedésből egy német He 111 bombázógépet lőtt le (a német személyzetből két fő megsebesült). 1942. október 7-én kezdődött meg a Dongó század egy részének átképzése Bf 109-re. Szentgyörgyi Dezső is az első csoportban volt, akiket átképeztek. Ezután nagyszámú Jabo (Jagdbomber – vadászbombázó) bevetést repült, légi harcokra ritkábban került sor. 1942. december 12-én repülte 50. bevetését. 1943. június 26-án a 92. bevetésén sikerült lelőnie első szovjet gépét. A magyar 4/1. bombázórepülő század Ju 88-as bombázóit biztosította Fábián István szakaszvezető kíséretében, amikor szovjet Jak–7B-k támadták meg a bombázókat és az egyiket Szentgyörgyi lelőtte. Végre megtört a jég. Utolsó bevetését 1943. augusztus 7-én repülte. Frontszolgálata alatt 142 bevetést repült és 6 szovjet gépet lőtt le igazoltan.

### A Pumák között
1944. május 1-jén megalakult a 101. Puma vadászrepülő osztály. A 101/2. Retek századba került, amely korábbi szolnoki századából alakult meg. A Pumák között is folytatódtak sikerei. Első amerikai gépét 1944. június 14-én lőtte le, áldozata egy P–38 Lightning volt. 6 amerikai gépet lőtt le 20 -, más adatok szerint 22- bevetésen. 1944. november 16-án léptették elő zászlóssá. Az „amerikai szezon” után újra a vörös csillagos gépek lettek az ellenfelek. 1945. március elején repülte 200. bevetését. A háború végéig még 18 szovjet gépet lőtt le, az utolsót 1945. április 16-án. Nagy szakmai tekintélyét nem csak légi győzelmeinek köszönhette, hanem annak is, hogy kiválóan repült és sohasem tört pilótahibából gépet. Azon kevés pilóta közé tartozott, akit soha nem lőttek le, nem fogta a golyó. A háborút kb. 220 bevetéssel és 30 igazolt légi győzelemmel fejezte be. Ő minden idők legeredményesebb magyar vadászpilótája. 1945. május 5-én esett amerikai hadifogságba.

## A háború után
A hadifogság után hazajött. 1946–1949 között a MASZOVLET pilótája. Ez idő alatt megnősült, és megszületett az ifjabb Dezső. 1950-ben koholt vádakkal letartóztatták, és csak 1956-ban szabadult ki. 1957-től a Malévnál lett pilóta. Több mint 5 millió km-t repült. Legendás szerencséje 1971. augusztus 28-án fogyott el. A Malév koppenhágai járatának katasztrófája során repülőhalált halt az Iljusin Il–18V típusú, HA-MOC lajstromjelű repülőgéppel. A repülőgép leszállás közben az akkor még ismeretlen meteorológiai jelenségbe, microburstbe – magyarul kb. légzuhatag (nagy erejű, kis kiterjedtségű leáramló légáramlás) – került. Ezzel együtt is helyesen ismerte fel a helyzetet, de a kis magasság, az alacsony sebesség, és a rendelkezésre álló rendkívül rövid idő nem volt elegendő a repülőgép megfelelő mértékű gyorsításához. Ma már külön időjárás-figyelő radar ellenőrzi a repülőtér környékét a microburstből eredő katasztrófák elkerülésére, de akkor még nem volt. A problémával a Delta Airlines 191-es járatának szerencsétlensége után kezdtek komolyabban foglalkozni.
A Farkasréti temetőben helyezték örök nyugalomra. Nevét a Magyar Honvédség MH 59. Szentgyörgyi Dezső repülőbázis őrzi több emléktábla mellett.

## Légi győzelmei

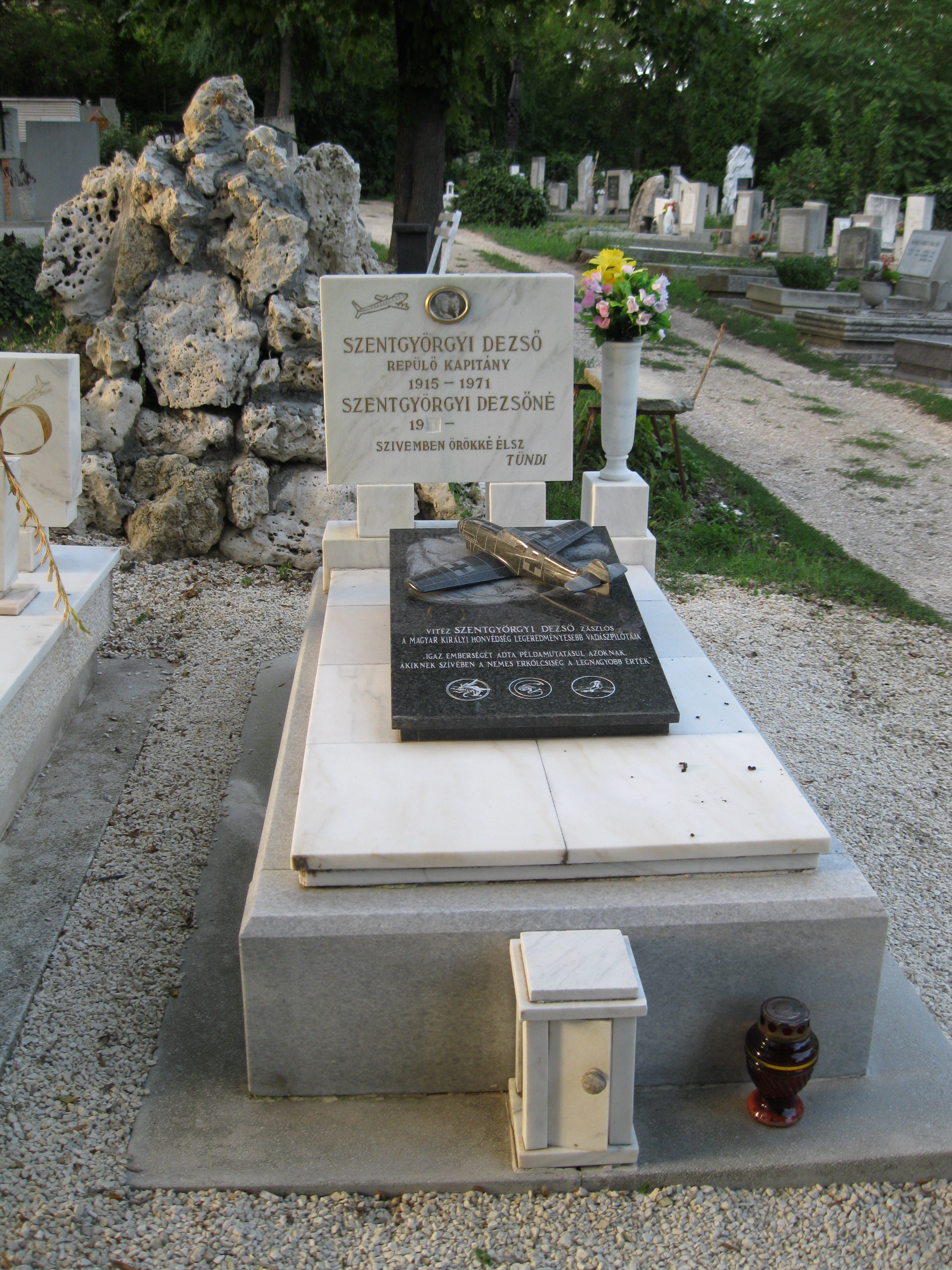
Sírja a Farkasréti temetőben

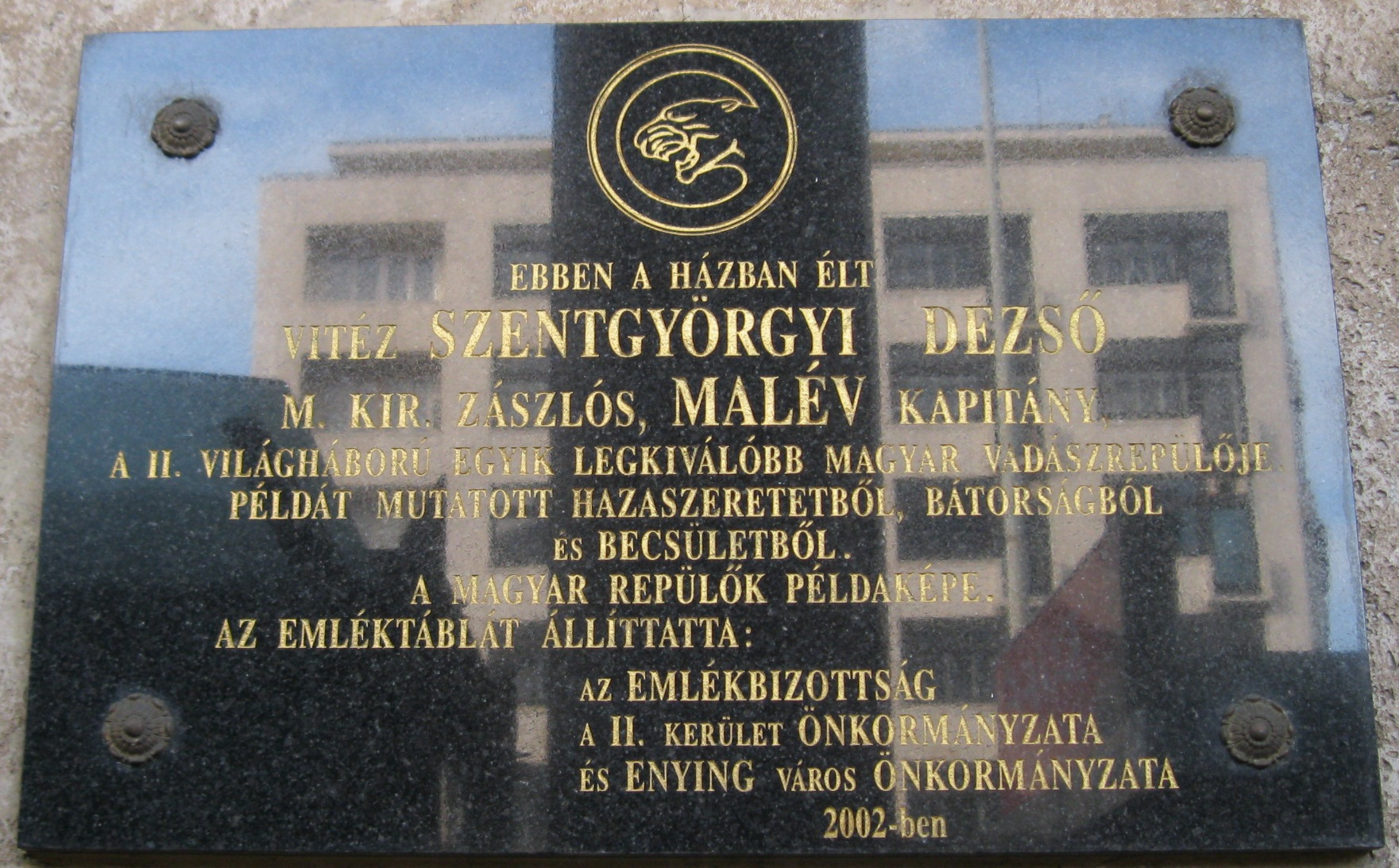
Emléktáblája Budapest II. kerületében

| Sorszám     | Dátum               | Ellenséges repülőgép |
| 1943        | 1943                | 1943                 |
| ----------- | ------------------- | -------------------- |
| 1           | 1943. június 26.    | Jak–7b               |
| 2           | 1943. július 7.     | La–5                 |
| 3           | 1943. augusztus 3.  | La–5                 |
| 4           | 1943. augusztus 3.  | Il–2                 |
| 5           | 1943. augusztus 4.  | La–5                 |
| 6           | 1943. augusztus 4.  | Pe–2                 |
| 1944        |                     |                      |
| 7           | 1944. június 14.    | P–38                 |
| 8           | 1944. június 27.    | P–51                 |
| 9           | 1944. július 2.     | B–24                 |
| 10          | 1944. július 16.    | B–24                 |
| 11          | 1944. július 27.    | B–24                 |
| 12          | 1944. augusztus 22. | B–24                 |
| 13          | 1944. november 13.  | Jak–9                |
| 14          | 1944. november 16.  | Il–2                 |
| 15          | 1944. december 8.   | Jak–9                |
| 16          | 1944. december 20.  | Il–2                 |
| 1945        |                     |                      |
| 17          | 1945. január 4.     | La–5                 |
| 18          | 1945. január 8.     | La–5                 |
| 19          | 1945. január 18.    | La–5                 |
| 20          | 1945. január 18.    | Il–2                 |
| 21          | 1945. január 28.    | Jak–9                |
| 22          | 1945. január 30.    | Jak–9                |
| 23          | 1945. február 12.   | Il–2                 |
| 24          | 1945. március 9.    | Jak–9                |
| 25          | 1945. március 11.   | La–5                 |
| 26          | 1945. március 19.   | Il–2                 |
| 27          | 1945. március 19.   | La–5                 |
| 28          | 1945. március 20.   | La–7                 |
| 29          | 1945. március 23.   | Jak–3                |
| 30          | 1945. április 15.   | Jak–9                |
| Nem igazolt |                     |                      |
| 1943        |                     |                      |
| 1           | 1943. július 20.    | Szovjet vadász       |
| 2           | 1943. augusztus 3.  | Szovjet vadász       |
| 3           | 1943. augusztus 5.  | Szovjet vadász       |
| 4           | 1943. augusztus 6.  | Szovjet vadász       |
| 5           | 1943. augusztus 7.  | Szovjet vadász       |
| 1945        |                     |                      |
| 6           | 1945. március 19.   | La–5                 |

## Megjegyzés
A légi győzelmi adatok Becze Csaba – Elfelejtett hősök című könyvéből származnak, mivel ez a legutolsó ebben a témában megjelent mű és a legutóbbi kutatási állapotot tartalmazza.
Más forrásokban némileg eltérő légi győzelmi adatok találhatóak.
Légi győzelmi adatok különbözőségeinek okai Gaál Gyula - Légi győzelmek: Tízen Felül